# ألبرت رينولد
ألبرت إرنست رينولد (بالألمانية: Albert Ernst Renold) ـ (10 يوليو 1923 ـ 21 مارس 1988) هو طبيب سويسري، عُرف بأبحاثه في داء السكري. حصل على جائزة الملك فيصل العالمية في الطب سنة 1406 هـ/1986 م بالاشتراك مع البروفيسور ليليو أورتشي.

## حياته
ولد رينولد في مدينة كارلسروه الألمانية، وكان أبوه طبيبًا سويسريًا، وأمه تنتمي إلى الجنوب الألماني. نشأ رينولد في المناطق الإيطالية والفرنسية من سويسرا، وتلقى تعليمه المدرسي في مونترو ولوزان، قبل أن يلتحق بدراسة الطب في جامعة زيورخ في الفترة من 1941 إلى 1947.
تولى رينولد عدة مناصب بحثية وتدريسية واستشارية وإدارية في جامعة هارفارد الأمريكية لما يربو على العشر سنوات، كما عمل أستاذًا زائرًا في عدة جامعات، وكان يعمل قبل وفاته أستاذًا بكلية الطب في جامعة جنيف، ومديرًا لمعهد الكيمياء الحيوية التابع لها.
تركزت أبحاث رينولد على دراسة داء السكري وما يتصل به، وتوصل إلى نتائج مهمّة تتعلق بآليات عمل الإنسولين وتأثيره على تمثيل الجلوكوز والطاقة وما يصحب ذلك من تغيرات كيميائية وحيوية.

## عضوية الجمعيات العلمية المتخصصة
كان رينولد أول أمين عام للاتحاد الأوروبي لدراسات أمراض السكري (بالإنجليزية: European Association for the Study of Diabetes)‏، ثم صار رئيسًا لذلك الاتحاد بين سنتي 1965 و1970، وأول رئيس للجمعية البريطانية للبحوث الطبية التي تأسست سنة 1967، ورئيسًا للاتحاد العالمي لداء السكري بين سنتي 1979 و1982، كما كان نائباً لرئيس الأكاديمية السويسرية للعلوم الطبية، وعضوًا في هيئات تحرير سبع مجلات علمية متخصصة.

## الجوائز والتكريم
- ميدالية بهرنغ من الجمعية الأمريكية للسكري سنة 1974.
- حصل على جائزة الملك فيصل العالمية في الطب سنة 1406 هـ/1986 م (بالاشتراك مع الإيطالي ليليو أورتشي)